# Ewart
Ewart – civil parish w Anglii, w hrabstwie Northumberland. W 2001 civil parish liczyła 72 mieszkańców. W obszar civil parish wchodzą także Coupland, Lanton i Undivided Moor.